# Зайцев, Антон Александрович
Антон Александрович Зайцев (род. 15 сентября 1993 года, Екатеринбург) — российский радио- и телеведущий. Известен по телепрограмме о путешествиях «Орёл и решка» на российском телеканале «Пятница!», украинском телеканале «Новый канал».

## Биография
Родители родом из Краснодара. Мать Светлана Зайцева — актриса, художественный руководитель; Отец Александр Зайцев — ведущий, режиссёр. Оба переехали в Екатеринбург. Имеет старшего брата, актёра Евгения.
Окончил «Уральский федеральный университет», затем «Екатеринбургский государственный театральный институт» по специальности актёр драмы и кино.
Проводил корпоративы в России, Белоруссии и Украине. Работал конферансье в Уральском государственном театре эстрады. Был телеведущим шоу «Утренний экспресс» на «Четвёртом канале» в Екатеринбурге. В 2018 году среди сотен кандидатов стал ведущим телепрограммы о путешествиях «Орёл и решка». Соведущие Антона: Ольга Антипова, Алина Астровская, Василиса Хвостова, Анфиса Черных.

## Телепрограмма
- 2018—2022 год — «Орёл и решка» (телеведущий)[3][4][5][6][7].